# Rome (glasbena skupina)
Rome je luksemburška neofolk glasbena skupina ustanovljena leta 2005, kjer je glavni glasbenik in pisec besedil Jérôme Reuter. Leta 2015 ima Rome svetovno turnejo.
Tematski album "Flowers From Exile" je posvečen državljanski vojni v Španiji, album  "A Passage to Rhodesia" pa državljanski vojni v nekdanji afriški državi Rodeziji.

## Diskografija
| Leto | Mesec     | Naslov                               | Format | Založba            | Katalog #  | Opombe                                                                                      |
| ---- | --------- | ------------------------------------ | ------ | ------------------ | ---------- | ------------------------------------------------------------------------------------------- |
| 2006 | Junij     | Berlin                               | MCD    | CMI                | CMI.156    | Ponovno izdano 2010 od Trisol (TRI 391 CD)                                                  |
| 2006 | Oktober   | Nera                                 | CD     | CMI                | CMI.164    | Ponovno izdano 2010 od Trisol (TRI 392 CD)                                                  |
| 2007 | April     | Confessions D'Un Voleur D'Ames       | CD     | CMI                | CMI.172    | Ponovno izdano 2011 od Trisol (TRI 393 CD)                                                  |
| 2008 | Marec     | Masse Mensch Material                | CD     | CMI                | CMI.181    | Ponovno izdano 2011 od Trisol (TRI 394 CD)                                                  |
| 2009 | Maj       | To Die Among Strangers               | MCD    | Trisol Music Group | TRI 361 CD | Promocija za Flowers From Exile.                                                            |
| 2009 | Junij     | Flowers From Exile                   | CD     | Trisol Music Group | TRI 362 CD |                                                                                             |
| 2010 | Januar    | L'Assassin                           | MCD    | Trisol Music Group | TRI 382 CD | Promocija za Nos Chants Perdus.                                                             |
| 2010 | Maj       | Nos Chants Perdus                    | CD     | Trisol Music Group | TRI 383 CD |                                                                                             |
| 2011 | Junij     | Our Holy Rue / The Merchant Fleet    | 10"    | Trisol Music Group | TRI 420 LP | Single-sided, etched 10".                                                                   |
| 2011 | November  | Die Æsthetik der Herrschaftsfreiheit | CD     | Trisol Music Group | TRI 424 CD | Trojni album in knjiga                                                                      |
| 2012 | September | Fester                               | CD     | Trisol Music Group | TRI 457 CD | Promocija za Hell Money. Glasba Fester ima folk vplive Nicka Cava in skupine Cult of Youth. |
| 2012 | Oktober   | Hell Money                           | CD     | Trisol Music Group | TRI 458 CD |                                                                                             |
| 2013 | Julij     | Hate Us and See If We Mind           | CD     | Trisol Music Group |            |                                                                                             |
| 2014 | August    | A Passage to Rhodesia                | CD     | Trisol Music Group | TRI 471 CD |                                                                                             |